# Nizina La Platy

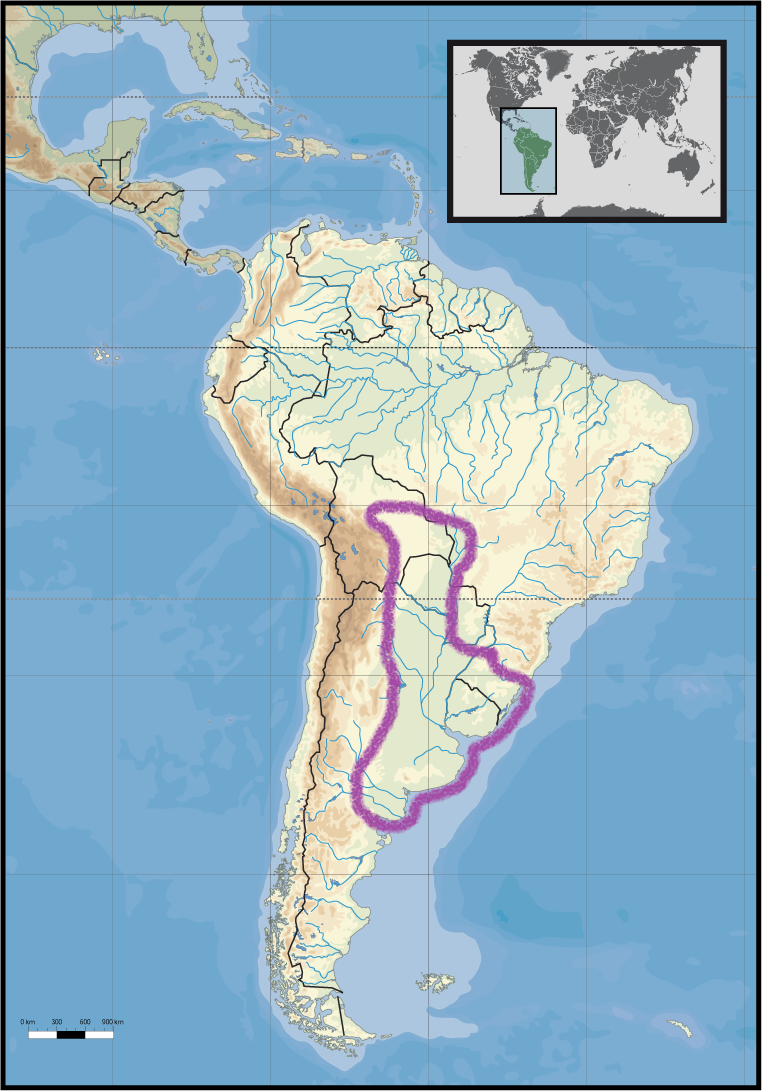
Nizina na mapie Ameryki Południowej

Nizina La Platy – nizina w Ameryce Południowej, dolina rzeki Parany z ujściem w zatoce La Plata.
Nizina ta leży w 5 krajach: Urugwaju, Argentynie, Paragwaju, Brazylii i Boliwii. Największe leżące na niej miasta to Montevideo, La Plata, Buenos Aires, Rosario, Santa Fe (miasta na południu tego regionu) i Asunción. Przepływa tam także częściowo rzeka Urugwaj i inne. Naturalnymi granicami tej niziny są Wyżyna Brazylijska, Mato Grosso, Andy z Gran Chaco i Pampa. Nizina ta leży na niecce La Platy (trzeciorzędowa pokrywa osadowa). Występuje tam roślinność typu stepy i lasy podzwrotnikowe suche. Średnia temperatura w styczniu wynosi ok. 24 °C, a w lipcu 11 °C. Opady roczne wynoszą średnio 600 mm. Jest tutaj rozwinięte rolnictwo mieszane. Hoduje się bydło oraz uprawia kukurydzę i pszenicę.